# Université de Cambridge
Pour les articles homonymes, voir Cambridge (homonymie).
L'université de Cambridge (en anglais : University of Cambridge) est une université britannique située à Cambridge, en Angleterre. Fondée en 1209 et dotée du statut de charte royale par le roi Henri III d'Angleterre en 1231, Cambridge est la deuxième université du monde anglophone par l'ancienneté. L'université est née d'une association de chercheurs qui ont quitté l'université d'Oxford après un conflit avec les habitants de la ville. Les deux anciennes universités partagent de nombreuses caractéristiques communes et sont souvent appelées conjointement « Oxbridge ».
Cambridge est formé d'une variété d'institutions qui comprennent 31 collèges et plus de 100 départements académiques organisés en six écoles. Cambridge University Press, un département de l'université, est la plus ancienne maison d'édition au monde et la deuxième presse universitaire au monde. L'université exploite également huit musées culturels et scientifiques, dont le musée Fitzwilliam et un jardin botanique. Les bibliothèques de Cambridge détiennent un total d'environ 15 millions de livres, dont huit millions sont dans la bibliothèque de l'université de Cambridge, une bibliothèque de dépôt légal.
Au cours de l'année 2019, l'université avait un revenu total de 1,9 milliard de livres sterling dont 550 millions de livres provenaient de subventions et de contrats de recherche. L'université et les collèges ont une dotation combinée d'environ 12,2 milliards de livres, la plus élevée pour une université hors États-Unis. L'université est étroitement liée au développement du pôle d'activités high-tech connu sous le nom de « Silicon Fen ». Elle est aussi membre de nombreuses associations et fait partie du « triangle d'or » des principales universités anglaises.
L'université compte 118 prix Nobel et 11 médaillés Fields qui ont été affiliés à Cambridge en tant qu'étudiants, professeurs, personnel ou anciens élèves.

## Histoire

### Origine
Cambridge fut fondée en 1209 par des universitaires fuyant Oxford après un différend avec les dirigeants locaux. Toutefois, le collège le plus ancien encore existant à Cambridge est Peterhouse, fondé en 1284. Ce fut en 1318 que l'université obtint du pape Jean XXII le droit de délivrer des diplômes. Cambridge signifie « Pont sur la Cam », qui est la rivière qui traverse la ville.

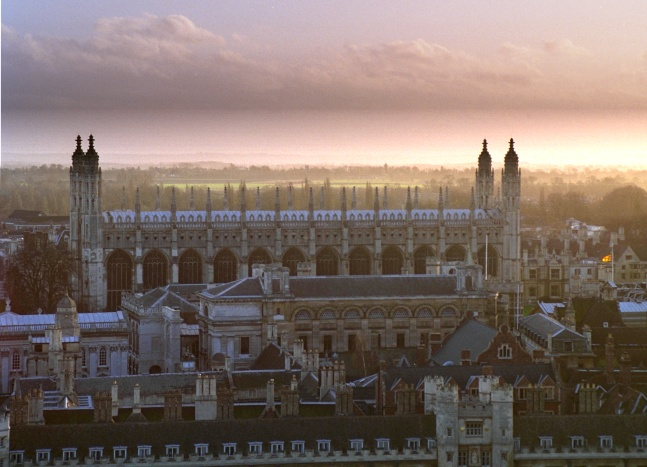
Vue de Trinity College, Gonville and Caius, Clare College et King's College Chapel, depuis St John's College chapel. À gauche, l'University Senate House.

### Développement
Le premier collège créé est le Peterhouse en 1284 par Hugh Balsham, évêque d'Ely. Beaucoup de collèges ont été créés au cours des XIVe et XVe siècles, mais d'autres seront créés plus tard, jusqu'à notre époque. Le collège le plus récent est Robinson, construit dans les années 1970. En 2004, certains journaux ont annoncé que l'université étudiait la possibilité d'ajouter trois nouveaux collèges, mais l'information a été démentie par Cambridge.
Au Moyen Âge, les collèges étaient créés afin de permettre aux étudiants de prier pour le salut de leurs fondateurs. C'est pour cette raison qu'ils étaient souvent associés à des chapelles ou des abbayes. Cependant, en 1536, en conjonction avec la dissolution des monastères, le roi Henri VIII ordonne à l'université de fermer sa Faculté de Droit canonique et d'arrêter d'enseigner la philosophie scolastique (enseignement religieux). Ce changement oriente l'université loin du droit Canon et davantage vers les classiques, la Bible et les mathématiques.
On appelle tripos les examens menant au diplôme de licence en arts (Bachelor of Arts, ou B.A. — le premier diplôme de Cambridge regroupant arts et sciences). Bien que l'université offre aujourd'hui des cursus dans de nombreux domaines, elle était essentiellement centrée sur les mathématiques jusqu'au XIXe siècle et l'étude de ce sujet était obligatoire pour obtenir son diplôme. Les étudiants ayant obtenu les honneurs de premier rang en mathématiques sont appelés wranglers. Le Mathematical Tripos (« tripos de mathématiques ») était extrêmement disputé et il a contribué à faire émerger quelques noms très célèbres dans le monde de la science en Angleterre, comme Kelvin, Stokes et Maxwell. Cependant, quelques étudiants célèbres comme Hardy n'aimaient pas le système, pensant que les étudiants étaient plus intéressés par l'accumulation d'honneurs et de prix plutôt que par le sujet lui-même. Malgré la diversification de sujets de recherche et d'enseignement, Cambridge garde sa prédominance mathématique. L'institut Isaac-Newton, qui fait partie de l'université, est considéré comme l'institut national de recherche en mathématiques et physique théorique.
Les premiers collèges pour femmes sont Girton, créé en 1869, et Newnham, créé en 1871. Les premières étudiantes ont passé leurs examens en 1882, mais c'est seulement en 1947, vingt ans après Oxford, que les femmes ont été considérées comme des membres à part entière de l'université.
Parmi les trente et un collèges actuels, trois sont réservés aux femmes (Lucy Cavendish, New Hall et Newnham) et quatre aux diplômes supérieurs (Clare Hall, Darwin, Wolfson et St Edmund's).
Le 4 août 2021, l'Université de Cambridge a publié un avis visant à fournir une déclaration sur le potentiel[incompréhensible] de 400 millions de £ de l'université avec les Émirats arabes unis,.
Le 15 février 2024, l'université a été examinée pour avoir prétendument négligé des considérations éthiques lorsqu'elle a accepté un don de développement de 20 millions de livres sterling du magnat des ÉAU, Majid Jafar, qui est directeur général de Crescent Petroleum.

## Généralités

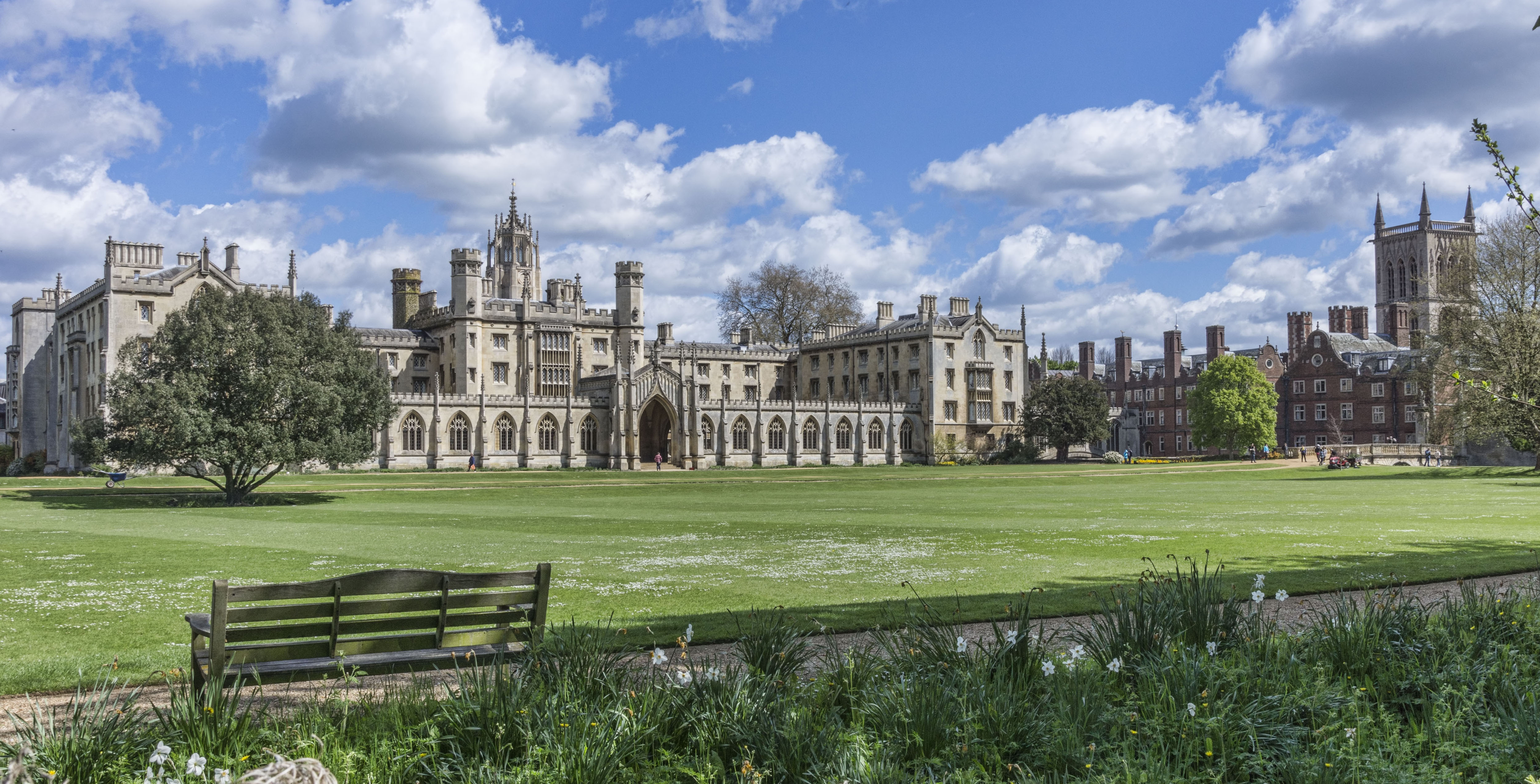
St John's College New Court et Chapel depuis The Backs.

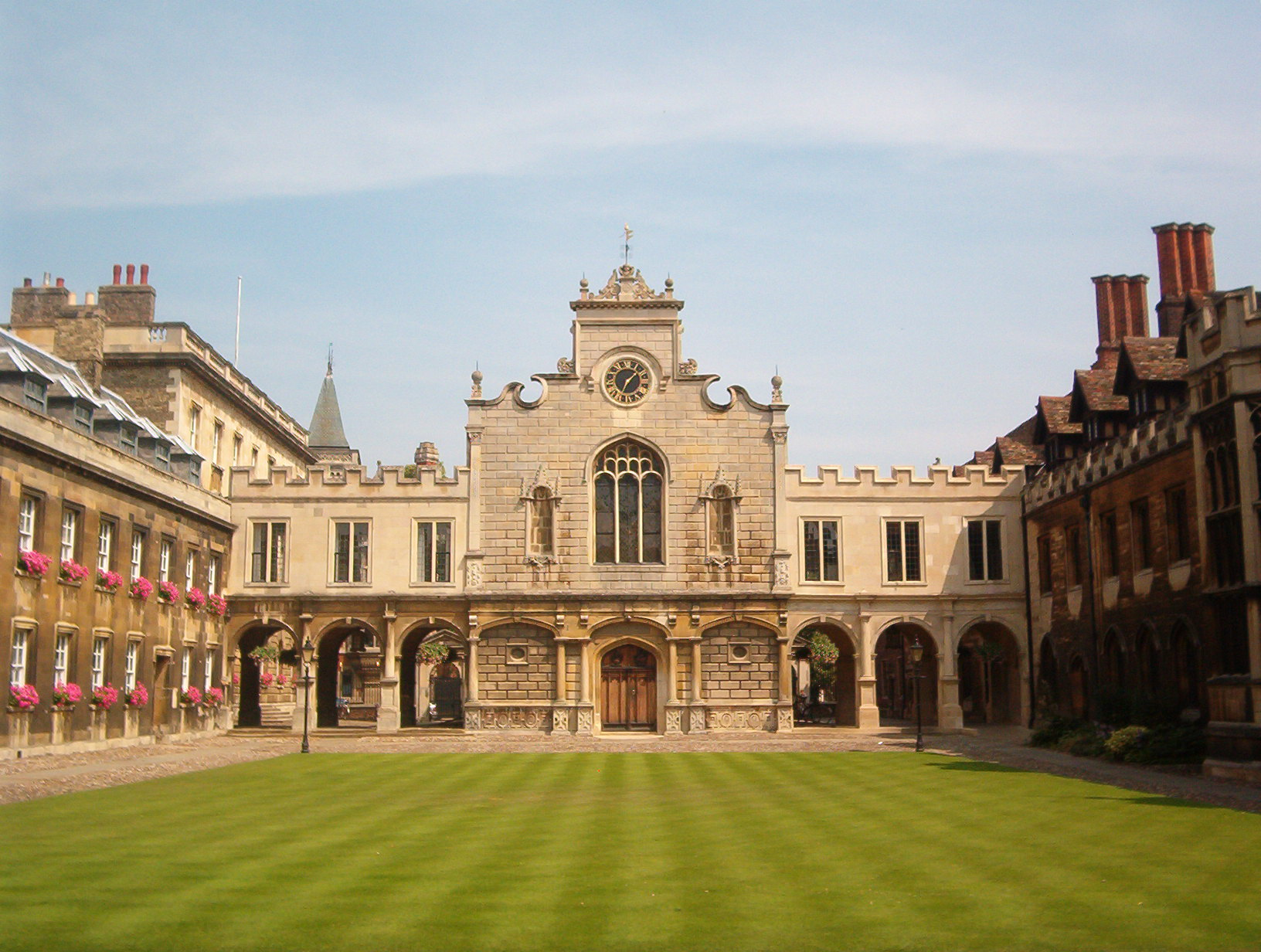
Peterhouse, Old Court.

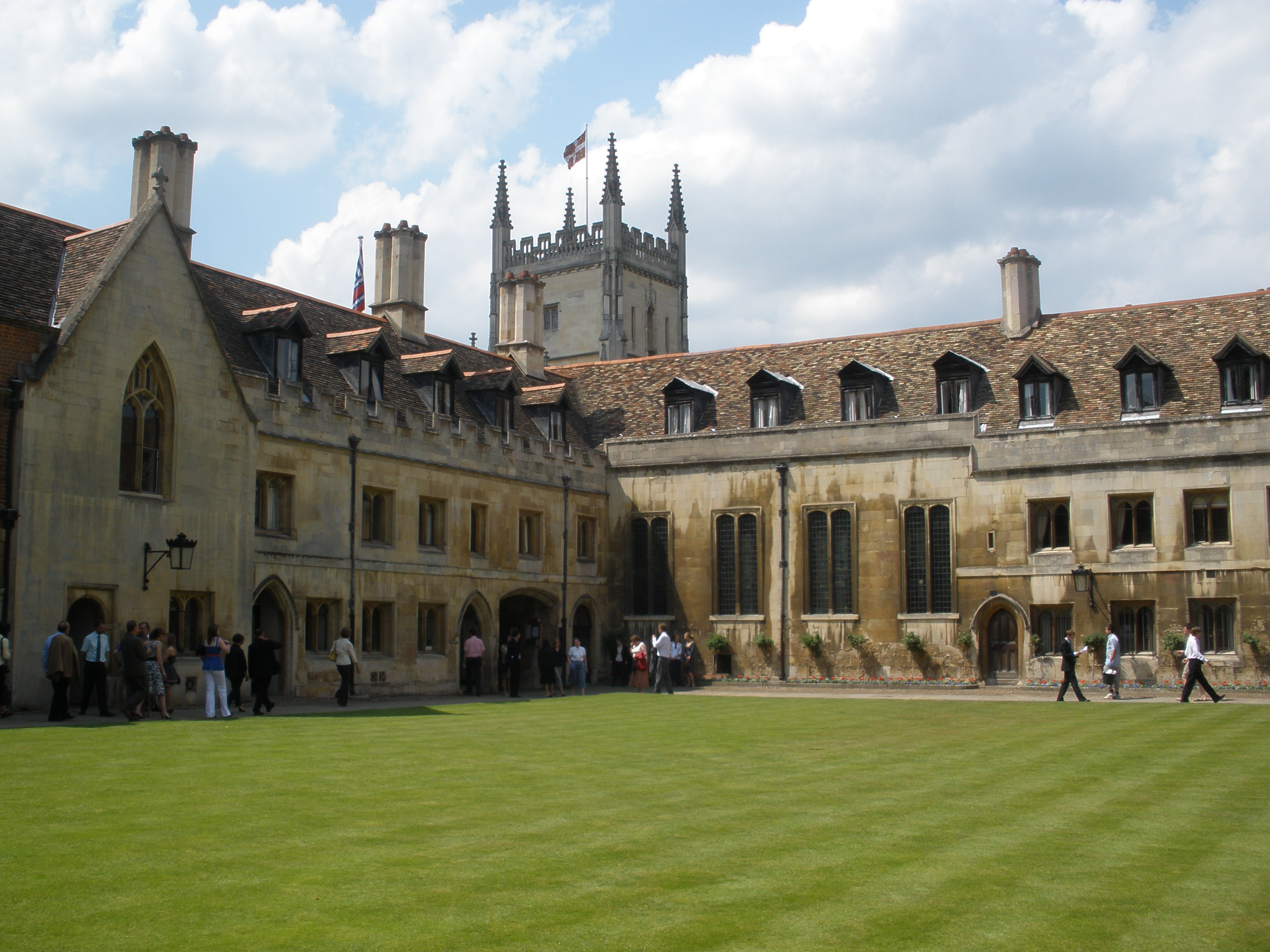
Bâtiments du Pembroke College (Cambridge).

L'université est composée de 31 collèges constituants, dont trois réservés aux femmes, où s'organise la vie quotidienne, et de l'administration centrale de l'université, qui chapeaute de façon assez lâche l'ensemble.
Les collèges ne sont pas seulement les lieux de vie, comprenant les résidences et un certain nombre de salles communes, mais aussi des lieux d'enseignement, dans le cadre des supervisions, sorte de séances de tutorat en très petit nombre. Ce système est spécifique à Cambridge et à Oxford, où il prend le nom de tutorial. Les élèves y sont alors dirigés par un professeur ou un thésard du collège. Chaque collège de l'université est pour cette raison souverain dans le choix de ses élèves et de ses professeurs. Pour garantir cette indépendance, les collèges disposent d'une dotation formée de terres, d'immeubles (ceux que possède Trinity à Londres font sa fortune) et d'actifs mobiliers ; ils en tirent une rente qui doit couvrir leurs frais propres, y compris les bourses pour les élèves méritants. La dotation des différents collèges provient en partie des fondateurs, qui sont toujours des personnes privées, bien qu'il puisse s'agir du souverain lui-même ou d'un de ses ministres, d'un ordre religieux ou d'un simple philanthrope, et en partie des legs d'anciens élèves, qui viennent gonfler la mise initiale.
Les bâtiments du campus, et parfois d'un même collège, sont d'époques très variées, les authentiques bâtisses gothiques fréquentant souvent le néoclassique du XIXe siècle, voire les édifices des années 1970. Leur architecture est globalement très soignée. Chaque collège possède en général une chapelle, une salle à manger où la table des professeurs est perpendiculaire et surélevée par rapport à celle des étudiants, un salon avec télévision, une blanchisserie, etc. et surtout des terrains de sport, souvent à l'extérieur de la ville. Même de nos jours, au cours du Formal Hall, un dîner habillé (optionnel), souvent éclairé aux chandelles, servi au moins une fois par semaine et pour certains tous les jours, les étudiants doivent venir à table en toge noire et doivent se mettre debout « au coup de gong » pour réciter le bénédicité en latin. Au mur des salles à manger richement décorées sont fixés les portraits des illustres anciens du collège (exemples classiques de ces Dining Halls, celui de St John's College ou de Peterhouse).
Les enseignements forment, jusqu'au sein des collèges, une série de facultés disciplinaires auxquelles s'ajoutent des facultés globales rattachées directement à l'administration centrale de l'université. Au total, on en compte près de 150, aux côtés d'autres formes d'organisation plus marginales qu'on pourrait comparer aux instituts français. Facultés et instituts sont groupés en départements formant six Schools. Chaque école dispose de son organisation propre, où domine un conseil formé des délégués des différentes institutions constituantes. Ce sont les écoles de : 
- Sciences humaines ;
- Biologie et vétérinaire ;
- Médecine ;
- Sciences sociales ;
- Physique ;
- Technologies.

Au sommet se trouve l'Université à proprement parler, qui dispose elle aussi d'une dotation propre. Elle se compose d'une série de conseils (grand conseil, sénat, conseil général des facultés) et d'une série d'officiers (chancelier et vice-chancelier, intendant et vice-intendant, ainsi que le commissaire). Le sénat, réuni avec les officiers et de rares personnalités extérieures, forme la Regent House, qui est l'organe dirigeant l'université. Aujourd'hui, le chancelier de l'université est le duc d'Édimbourg et le vice-chancelier est depuis 2010 le professeur Leszek Borysiewicz. Si le premier est le président honoraire de l'université, c'est le second qui en assure de fait la présidence. Les dotations cumulées des collèges et de l'université s'élèvent à 4,1 milliards de livres, ce qui fait de Cambridge l'université la mieux dotée d'Europe.

## Bibliothèque
L'université de Cambridge possède une bibliothèque de plus de 12 millions de volumes, comprenant de nombreuses collections remarquables et documents anciens. C'est une des cinq bibliothèques de dépôt légal du Royaume-Uni.

## Réputation et classements
L'université de Cambridge est régulièrement classée entre les deuxième et cinquième places au classement de Shanghaï et première au classement du Times toutes disciplines confondues. En 2009, elle était classée 2e derrière Harvard. En 2010, elle est classée 1re par The Guardian devant Harvard selon le classement Quacquarelli Symonds et 6e par The Times.
Les universités d'Oxford et Cambridge, dont les noms sont souvent regroupés sous l'appellation Oxbridge, sont réputées être les deux meilleures universités du Royaume-Uni. Ensemble, elles sont à l'origine d'une proportion substantielle des plus grands scientifiques, écrivains et politiciens britanniques. Les deux universités sont membres du Russell Group of universities (un réseau de grandes universités de recherche britanniques), de la LERU (League of European Research Universities) et du Golden Triangle qui réunit les six universités britanniques les plus élitistes réparties entre Oxford, Cambridge et Londres.
Comme toutes les universités anglaises, c'est une institution relativement autonome, formée d'un certain nombre de collèges et de fondations privées qui lui sont affiliées.
|                                                                 | 2009 | 2010 | 2011 | 2012 | 2013 | 2014 | 2015 | 2016 | 2017 | 2018 |
| --------------------------------------------------------------- | ---- | ---- | ---- | ---- | ---- | ---- | ---- | ---- | ---- | ---- |
| Times Higher Education World University Ranking                 |      |      | 6    | 6    | 7    | 7    | 5    | 4    | 4    | 2    |
| Academic Ranking of World Universities (Classement de Shanghai) | 4    | 5    | 5    | 5    | 5    | 5    | 5    | 4    | 3    | 3    |

|                                                                 | 2014 | 2015 | 2016 | 2017 | 2018 |
| --------------------------------------------------------------- | ---- | ---- | ---- | ---- | ---- |
| Academic Ranking of World Universities (Classement de Shanghai) | 1    | 1    | 1    | 1    | 1    |
| Times Higher Education World University Ranking                 | 2    | 2    | 2    | 2    | 2    |
| Classement mondial des universités QS                           |      | 1    | 1    | 1    | 1    |

## Scolarité

### Admissions
L'université de Cambridge est l'une des institutions les plus sélectives du Royaume-Uni. Pour le cycle undergraduate, qui mène à l'obtention d'un BA (Bachelor of Arts) ou un BSc (Bachelor of Science), il n'est pas possible de porter sa candidature à la fois à Oxford et à Cambridge. De facto, aucun étudiant de niveau undergraduate (licence) n'étudie à Cambridge à défaut d'avoir été admis à Oxford, et inversement.
Depuis les années 1960, le processus d'admission est fondé sur la méritocratie et est soumis à un triple processus de sélection.
Les candidats doivent soumettre leurs résultats académiques et des recommandations de professeurs. À l'issue d'un premier processus de sélection, ils sont conviés à des entretiens oraux visant à tester leur motivation et leur niveau académique.
Avant 2020, ces entretiens se déroulaient normalement en personne, mais ont été déplacés en ligne pendant la pandémie de Covid-19 et, dans la plupart des collèges, sont restés en ligne depuis.
Au niveau undergraduate, l'admission définitive est subordonnée aux résultats des candidats à l'équivalent du baccalauréat. La note A*A*A aux A-levels est exigée pour les candidats anglais. Pour un étudiant francophone, une mention Très Bien du baccalauréat français (une offre en sciences inclut 17 en mathématiques et 16 en physique-chimie ou biologie) ou du collège québécois est nécessaire.
De plus, depuis quelques années[Quand ?], les directeurs d'études de certains domaines techniques comme les mathématiques exigent que les candidats passent un examen spécialisé (appelé STEP papers).
Il existe néanmoins un débat patent sur le processus d'admission des universités en Grande-Bretagne et l'on se demande si les étudiants provenant d'écoles publiques ont suffisamment de chances d'être acceptés, l'écart de niveau entre ces institutions et les établissements du système anglais privé étant souvent relativement élevé.

### Personnalités liées à l'université
Vida Dutton Scudder, figure majeure du christianisme social et de l'Évangile social américain, y a donné des conférences pendant toute l'année 1918, publiées sous le titre de Social Teachings of the Christian Year en 1921 aux éditions E.P. Dutton. Ces conférences sont des commentaires du Prayer Book (en) de l'Église anglicane,.
Suchitra Sebastian, physicienne indienne connue pour la découverte de matériaux isolants non conventionnels qui présentent un comportement de type conduction simultanée. y est chercheuse junior puis y travaille dans le département de physique en tant que professeure de physique et d'ingénierie et membre du Conseil de recherche en sciences physiques[réf. nécessaire].

### Sport et loisirs
Suivant une longue tradition, les étudiants participent activement aux activités sportives et aux loisirs. Par exemple, l'aviron est un sport populaire et il existe des compétitions entre collèges (les bumps races sont des courses-poursuites ou les bateaux partent à intervalles de distance réguliers et doivent rattraper celui qui les précède) et contre Oxford (la Boat Race qui oppose tous les ans sur la Tamise à Londres les meilleurs rameurs des deux universités). Il existe également de nombreuses autres compétitions entre Oxford et Cambridge, appelées Varsity Matches, notamment des compétitions de rugby à XV, de cricket, d'échecs et de jeu de puces. Pour certains sports, participer à des compétitions contre d'autres universités donne le droit aux étudiants de demander une distinction spéciale, appelée blue, décernée par le Blues Committee constitué des capitaines des équipes des 13 sports les plus prestigieux. Il existe également de nombreuses associations consacrées au théâtre, comme le célèbre club de comédie Footlights.
Aux beaux jours, l'un des loisirs favoris des étudiants est le punting sur la rivière « Cam » dont le pont (bridge en anglais) a donné le nom à la ville. Le punting est le fait de naviguer sur la Cam au moyen d'une barge étroite à fond plat, propulsée à l'aide d'une perche, à l'image des gondoliers de Venise. L'art est de rester au milieu de la rivière où le fond pavé assure une bonne tenue de la perche au fond, pour dévier les perchistes inexpérimentés vers les rives où la perche a la mauvaise habitude de s'enfoncer profondément dans la vase, emmenant avec elle le perchiste à l'eau.

### Légendes et mythes
Il existe de nombreux mythes associés à l'université de Cambridge et son histoire, certains devant être considérés moins sérieusement que d'autres.
L'un des mythes les plus célèbres est lié au Mathematical Bridge (pont des mathématiques) du Queens' College, qui aurait été construit par Isaac Newton avec pour objectif qu'il tienne sans vis ni boulons. Il aurait ensuite été démonté par des étudiants trop curieux et incapables de le remonter. Cette histoire n'est pas véridique, dans la mesure où le pont a été construit 22 ans après la mort de Newton. On pense que la légende vient du fait que les premières versions du pont tenaient avec des clous et des vis peu visibles, ce qui n'est pas le cas pour la version actuelle du pont qui utilise écrous et boulons bien plus voyants.
En revanche, la légende de la cuillère de bois donnée comme prix à l'étudiant en mathématiques ayant obtenu le plus bas résultat de la mention 2.2 est véridique. Ce prix a été décerné pour la dernière fois en 1909 à Cuthbert Lempriere Holthouse, un rameur du Lady Margaret Boat Club (St John's College). La cuillère était longue de plus d'un mètre, avec une lame à la place de la poignée. Elle est maintenant exposée au St John's College.

## Divers
Cambridge jouit d'un partenariat avec le Massachusetts Institute of Technology (MIT) qui a donné lieu à la création du Cambridge-MIT Institute. L'université est très attachée aux entreprises de haute technologie situées dans la région de Cambridge (cet ensemble est appelé Silicon Fen). L'université et la Silicon Fen ont largement été financées par plusieurs grands noms de la technologie, comme Gordon Moore (Intel Corporation) et Bill Gates (Microsoft). En 2000, Bill Gates a mis en place les Gates Scholarships visant à aider les étudiants au niveau postgraduate en dehors du Royaume-Uni à étudier à Cambridge.
Durant l'ère Meiji (1868-1912), Cambridge a accueilli plusieurs étudiants japonais. Au Japon, on peut trouver la Cambridge and Oxford Society, un rare exemple du nom de Cambridge précédant celui d'Oxford (on parle d'habitude d'Oxford et Cambridge). La raison de cette particularité est probablement que le Cambridge Club a été fondé en premier au Japon. Il avait également plus de membres que l'Oxford Club lors de leur fusion en 1905.
Le département Cambridge English Language Assessment de l'université de Cambridge organise des examens de langue anglaise pour tout niveaux, destinés aux personnes dont la langue maternelle n'est pas l'anglais, ou examens ESOL (English for Speakers of Other Languages). Plus de 4 millions de personnes passent chaque année les examens Cambridge English pour prouver leur niveau d'anglais. L'examen de plus haut niveau est le Certificate of Proficiency in English, de niveau C2 du CECRL.